# Bacary Sagna
Bacary Sagna (* 14. Februar 1983 in Sens; auch Bakari oder Bakary geschrieben) ist ein ehemaliger französischer Fußballspieler, der auf der Position des Außenverteidigers spielte.

## Karriere

### Jugendzeit
Der in Frankreich geborene Sohn senegalesischer Eltern begann beim heimischen FC Sens mit dem Fußballspielen und seine Leistungen blieben nicht lange der Scoutingabteilung des AJ Auxerre verborgen, die umgehend mit den Eltern des noch klein gewachsenen Bacarys Kontakt aufnahm. Obwohl Auxerre nicht weit von Sens entfernt lag, entschied Vater Sagna, dass es noch zu früh für Bacary war, den Familienverbund zu verlassen. Gemäß einer Vereinbarung sollte er erst im Alter von 14 Jahren – also ein Jahr später – zu der Nachwuchsabteilung des französischen Erstligavereins stoßen.

### AJ Auxerre (1997–2007)
Sagna besuchte in Auxerre die Sportschule des Klubs und absolvierte parallel seine Kurse für das Baccalauréat. Sportlich arbeitete er sich schnell bis in die Amateurligen hoch und kam für den Verein zunächst in der CFA 2 und danach in der CFA – der fünft- bzw. vierthöchsten Spielklasse in Frankreich – regelmäßig zum Einsatz. Nachdem er zuvor auf der Stürmerposition gespielt hatte, war es schließlich Bernard David (damals Trainer der CFA-Mannschaft des AJ Auxerre), der die Idee hatte, Sagna anstelle eines verletzten Akteurs auf der rechten Verteidigerposition einzusetzen. In der Saison 2004/05 wurde Sagna schließlich auch in der Profimannschaft seines Klubs zum Stammspieler, kam auf 26 Einsätze und gewann am Ende auf Anhieb den „Coupe de France“.
Weitere Titelgewinne blieben ihm in den folgenden zwei Jahren verwehrt. Dennoch entwickelte sich Sagna während der ersten drei Profijahre in Auxerre zu einem offensiv- und zweikampfstarken Abwehrspieler. In allen drei Spielzeiten sammelte er Erfahrungen im UEFA-Pokal und nach Ablauf der Saison 2006/07 erhielt er die Auszeichnung zum besten Rechtsverteidiger der Ligue 1.

### FC Arsenal (2007–2014)
Am 12. Juli 2007 verkündete der FC Arsenal offiziell die Verpflichtung Sagnas zu Beginn der Saison 2007/08. Über die Ablösesumme wurde Stillschweigen vereinbart, aber nach Angaben der französischen Sportzeitung L’Équipe belief sich die Transfersumme auf neun Millionen Euro plus möglichen Bonuszahlungen von weiteren zwei Millionen Euro. In erster Linie verband die Arsenal-Vereinsführung mit der Verpflichtung die Hoffnung, auf der rechten Verteidigerposition einen langfristigen Perspektivspieler gefunden zu haben. Arsenals Trainer Arsène Wenger stellte jedoch Sagnas alternative Einsatzmöglichkeiten innerhalb der Verteidigungslinie oder im Mittelfeld klar. Sagna selbst betonte, dass neben Trainer Wenger vor allem die jungen französischen Talente mit ausschlaggebend für seinen Wechsel zum FC Arsenal gewesen waren. So hatte er bereits gemeinsam mit Abou Diaby in Auxerre und mit Gaël Clichy und Mathieu Flamini in der U-21-Auswahl Frankreichs gespielt.
Ohne nennenswerte Eingewöhnungszeit etablierte sich Sagna in der neuen englischen Umgebung. Er absolvierte nicht weniger als 135 Pflichtspiele in den ersten drei Jahren, bildete mit Landsmann Gaël Clichy als Gegenpart auf der linken Seite ein effektives „Außenverteidigerpaar“ und gefiel gleichermaßen durch Zweikampf- und Kopfballstärke, sowie durch die Offensivflanken in den gegnerischen Strafraum. Am 23. März 2008 (31. Spieltag) erzielte Sagna bei der 1:2-Niederlage im Auswärtsspiel gegen den FC Chelsea mit dem Führungstreffer auch sein erstes Tor für Arsenal; kurze Zeit später wählte ihn die Spielergewerkschaft PFA nach seiner Debütsaison auf seiner Position in die „Mannschaft des Jahres“. Titel gewann Sagna bis zum Ende der Saison 2009/10 noch keine in London. Als größter Erfolg zu dieser Zeit galt 2009 der Einzug ins Halbfinale der Champions League, aber auch – angesichts des niedrigen Altersschnitts im Team – die stetige Platzierung zum Saisonende unter den besten vier Premier-League-Mannschaften, an der Sagna speziell nach schwachem Start in die Saison 2008/09 von Fachseite ein erheblicher Anteil zugesprochen wurde.

### Manchester City (2014–2017)
Im Sommer 2014 wechselte Sagna innerhalb der Premier League zu Manchester City. Nach der Saison 2016/17 verlässt er den Verein, da sein bis Ende Juni 2017 befristeter Vertrag nicht verlängert wurde.

### Benevento Calcio (2018)
Im Februar 2018 schloss sich Sagna Benevento Calcio an. Dort stand er 13-mal auf dem Platz, sein Vertrag wurde aber nicht verlängert.

### Montreal Impact (2018–2019)
Im August 2018 schloss sich Sagna dem kanadischen Major-League-Soccer-Klub Montreal Impact an. Bis zum Ende der Saison 2018 spielte er neunmal für den Klub und konnte im Heimspiel gegen die New York Red Bulls (3:0) seinen ersten Treffer erzielen. Die Play-Offs verpasste man nur knapp.

## Nationalmannschaft
Zwischen 2002 und 2006 absolvierte Sagna zwölf Länderspiele für die U-21-Auswahl Frankreich und erreichte bei der U-21-Europameisterschaft in den Niederlanden mit seiner Mannschaft das Halbfinale.
Am 24. Mai 2007 berief Raymond Domenech Sagna, der als langfristiger Nachfolger von Willy Sagnol gehandelt wurde, anlässlich zweier Spiele gegen die Ukraine und Georgien erstmals in die „Équipe Tricolore“, aber erst knapp drei Monate später absolvierte dieser am 22. August 2007 gegen die Slowakei sein erstes Länderspiel. Sein vorerst einziges Pflichtspiel fand am 13. Oktober 2007 gegen Färöer statt; im Kader für die Europameisterschaft 2008 blieb der zu dieser Zeit an einer Verletzung laborierende Sagna hingegen noch unberücksichtigt.
Nach der für die A-Nationalmannschaft enttäuschenden Europameisterschaft und infolge der guten Leistungen in England stieg Sagna auch in Domenechs Gunst und erhielt von diesem in gleich elf Qualifikationsspielen zur Weltmeisterschaft 2010 in Südafrika das Vertrauen, wozu auch die entscheidenden und letztlich erfolgreichen Play-off-Spiele gegen Irland zählten. Wenig überraschend war im Mai 2010 daher auch seine Nominierung in den Kader für das Weltmeisterschaftsturnier.
Bei der Fußball-Europameisterschaft 2016 im eigenen Land wurde er in das französische Aufgebot aufgenommen. In allen sieben Turnierpartien bis zum Endspiel stand er über die volle Spielzeit auf dem Platz. Im Viertelfinale bereitete er den 1:1-Ausgleich gegen Irland vor. Das Finale verlor das Team gegen Portugal mit 0:1 nach Verlängerung.

## Erfolge
- Französischer Pokalsieger: 2005
- Englischer Pokalsieger: 2014
- Englischer Ligapokalsieger: 2016